# Samsung YP-Q1
Samsung YP-Q1 Diamond — портативный мультимедийный проигрыватель с сенсорными кнопками от компании Samsung Electronics. Первый в Yepp Q серии. Название Diamond (рус. Алмаз) получил из-за особенностей дизайна: ромбический рисуной на блоке сенсорных кнопок.
Подсоединяется к компьютеру с помощью специального кабеля через фирменный разъем к USB. Поддерживается MTP или UMS (в зависимости от региона). При подсоединении к компьютеру аккумулятор заряжается.
Имеет FM-тюнер и микрофон. Плеер оснащен системой обработки звука DNSe 3.0. Ёмкость встроенного Li-Pol аккумулятора составляет 620 мА·ч.

## Поддерживаемые форматы файлов
- Аудио: MP3, WMA, OGG, FLAC
- Видео: WMV, SVI (надо конвертировать специальной программой EmoDio)
- Изображение: JPG, BMP, GIF, PNG
- Текст: TXT

## Комплект поставки
- Плеер
- Наушники-вкладыши EP-450
- USB-кабель
- Шнурок для ношения на шее (не во всех комплектах)
- Компакт-диск с драйверами и ПО
- Инструкция по эксплуатации

Есть также специальная модель YP-Q1 La Fleur. Она отличается узорами на корпусе и измененным интерфейсом. В комплект поставки также входит кожаный чехол.